# Florentia San Gimignano 2019-2020
Questa voce raccoglie le informazioni riguardanti la sezione femminile del Florentia San Gimignano Società Sportiva Dilettantistica nelle competizioni ufficiali della stagione 2019-2020.

## Stagione
La stagione del Florentia si apre con l'annuncio da parte della società del cambio di ragione sociale, con trasferimento della sede da Firenze a San Gimignano e acquisizione di nuovi colori sociali, con il verde e nero del San Gimignano che vanno ad affiancare lo storico bianco e rosso della società originaria.
Anche l'organico inizia a definirsi con l'avvio del calciomercato estivo, e dopo l'annuncio del rinnovato staff tecnico, formato da Michele Ardito, proveniente dal Mozzanica, e dal suo vice Elisabetta Tona, difensore ed ex capitano della squadra che ha deciso di ritirarsi al termine della stagione precedente, giungono nuovi elementi in tutti i reparti.
A seguito dello svilupparsi della pandemia di COVID-19 che ha colpito l'Italia dal mese di febbraio, il 10 marzo 2020, quando erano state giocate sedici giornate di campionato, venne comunicata dalla FIGC una prima sospensione di tutte le attività agonistiche fino al 3 aprile successivo, conseguentemente a quanto disposto dal Governo per decreto ministeriale. Seguirono una serie di proroghe della sospensione delle attività agonistiche, finché l'8 giugno 2020 venne comunicata la sospensione definitiva del campionato di Serie A. La classifica finale è stata definitiva sulla base della classifica al momento della sospensione definitiva del campionato, alla quale sono stati applicati dei criteri correttivi: la Florentia San Gimignano ha così concluso il campionato di Serie A al quinto posto con 33,000 punti finali.

## Divise e sponsor
La tenuta di gara, realizzata in esclusiva dalla Erreà, richiama, personalizzandoli, i colori della San Gimignano maschile, il nero e il verde. La maglia presenta una base a tinta unita di colore verde, sulla quale è presente a lato cuore lo stemma societario; le maniche presentano una fantasia a scacchi neri, di richiamo medioevale, che ricordano l'ambientazione e le origini della cittadina sede societaria, dentro i quali sono stampati, in transfer, i simboli della città di San Gimignano, il Leone e il Giglio. Unica digressione ai colori principali è la sottile banda rossobianca presente nel retro, sotto il colletto, a ricordo dei colori sociali originali della Florentia.
Lo sponsor principale è l'azienda del presidente Tommaso Becagli e lo sponsor tecnico è Erreà.

## Organigramma societario
Area amministrativa
- Presidente: Tommaso Becagli
- Vice Presidente: Domenico Strati
- Direttore sportivo: Domenico Strati

Area tecnica
- Allenatore: Michele Ardito, dal 21 dicembre Stefano Carobbi[8]
- Vice allenatore: Elisabetta Tona
- Direttore tecnico: Stefano Carobbi

## Rosa
Rosa e numeri come dal sito ufficiale.
| N. |                     | Ruolo | Calciatrice          |
| -- | ------------------- | ----- | -------------------- |
| 1  | Italia (bandiera)   | P     | Katja Schroffenegger |
| 2  | Malta (bandiera)    | D     | Emma Lipman          |
| 4  | Germania (bandiera) | C     | Florin Wagner        |
| 5  | Italia (bandiera)   | D     | Carolina Cosi        |
| 6  | Italia (bandiera)   | D     | Serena Ceci          |
| 7  | Italia (bandiera)   | A     | Chiara Abati         |
| 8  | Italia (bandiera)   | C     | Irene Lotti          |
| 9  | Italia (bandiera)   | A     | Melania Martinovic   |
| 10 | Italia (bandiera)   | A     | Isotta Nocchi        |
| 11 | Italia (bandiera)   | C     | Melanie Kuenrath     |
| 13 | Irlanda (bandiera)  | A     | Stephanie Roche      |
| 14 | Italia (bandiera)   | D     | Giulia Bursi         |
| 16 | Italia (bandiera)   | P     | Ilaria Leoni         |
| 17 | Svezia (bandiera)   | A     | Sara Nilsson         |
| 18 | Albania (bandiera)  | D     | Alma Hilaj           |

| N. |                     | Ruolo | Calciatrice            |
| -- | ------------------- | ----- | ---------------------- |
| 21 | Italia (bandiera)   | C     | Cecilia Re             |
| 22 | Italia (bandiera)   | D     | Michela Rodella        |
| 23 | Italia (bandiera)   | C     | Isabel Pirriatore      |
| 24 | Italia (bandiera)   | D     | Melissa Toomey         |
| 25 | Italia (bandiera)   | C     | Evelyn Vicchiarello    |
| 27 | Italia (bandiera)   | C     | Claudia Natali         |
| 31 | Bulgaria (bandiera) | A     | Dessislava Eva Dupuy   |
| 32 | Germania (bandiera) | D     | Tamar Dongus           |
| 33 | Italia (bandiera)   | D     | Ginevra Costantino     |
| 44 | Canada (bandiera)   | A     | Maegan Kelly           |
| 64 | Italia (bandiera)   | P     | Amanda Tampieri        |
| 87 | Italia (bandiera)   | C     | Giulia Orlandi         |
| 91 | Italia (bandiera)   | C     | Francesca Imprezzabile |
| 93 | Irlanda (bandiera)  | C     | Lois Roche             |

## Calciomercato

### Sessione estiva
| Acquisti | Acquisti               | Acquisti             | Acquisti         |
| R.       | Nome                   | da                   | Modalità         |
| -------- | ---------------------- | -------------------- | ---------------- |
| P        | Katja Schroffenegger   | Inter                | definitivo       |
| P        | Amanda Tampieri        | Mallbackens IF Sunne | definitivo       |
| D        | Giulia Bursi           | Sassuolo             | definitivo       |
| D        | Emma Lipman            | Roma                 | definitivo       |
| C        | Claudia Natali         | Roma                 | [ 18 ]           |
| C        | Cecilia Re             | Mozzanica            | svincolata       |
| C        | Maegan Kelly           | Reign                | definitivo       |
| A        | Dessislava Eva Dupuy   | Verona               | definitivo       |
| A        | Francesca Imprezzabile | Sassuolo             | definitivo       |
| A        | Melanie Kuenrath       | Bayern Monaco        | definitivo       |
| A        | Melania Martinovic     | Mozzanica            | svincolata       |
| A        | Isotta Nocchi          | Fiorentina           | rinnovo prestito |

| Cessioni | Cessioni                  | Cessioni     | Cessioni   |
| R.       | Nome                      | a            | Modalità   |
| -------- | ------------------------- | ------------ | ---------- |
| P        | Rachele Baldi             | Empoli       | definitivo |
| P        | Chiara Marchitelli        | Inter        | definitivo |
| P        | Alice Valgimigli          |              | svincolata |
| D        | Maria Luisa Filangeri     | Sassuolo     | svincolata |
| D        | Elisabetta Tona           |              | ritirata   |
| C        | Hailai Arghandiwal        | MSV Duisburg | definitivo |
| C        | Giulia Domenichetti       |              | ritirata   |
| A        | Giulia Ferrandi           |              | svincolata |
| A        | Jenny Hjohlman            | Empoli       | svincolata |
| A        | Deborah Salvatori Rinaldi | Milan        | definitivo |

### Sessione invernale
| Acquisti | Acquisti      | Acquisti       | Acquisti   |
| R.       | Nome          | da             | Modalità   |
| -------- | ------------- | -------------- | ---------- |
| C        | Florin Wagner | Fart           | svincolata |
| A        | Sara Nilsson  | Kungsbacka DFF | svincolata |

| Cessioni | Cessioni     | Cessioni | Cessioni   |
| R.       | Nome         | a        | Modalità   |
| -------- | ------------ | -------- | ---------- |
| C        | Alma Hilaj   | Orobica  | definitivo |
| C        | Maegan Kelly |          | svincolata |

## Risultati

### Serie A

#### Girone di andata
| Arbitro: | Crezzini (Siena) |

|                        |           |                                          |
| Dongus 61’ Kelly 90+2’ | Marcatori | 8’, 21’ Lázaro 56’ Cordia 90+4’ De Vanna |

| Arbitro: | Frosi (Treviglio) |

|                         |           |                  |
| Cantore 79’ Glionna 85’ | Marcatori | 90+2’ Martinovic |

| Arbitro: | Calzavara (Varese) |

|                                    |           |           |
| Girelli 18’ Sembrant 52’ Alves 70’ | Marcatori | 26’ Dupuy |

| Arbitro: | Campobasso (Formia) |

|                              |           |                       |
| Kelly 7’ Martinovic 27’, 37’ | Marcatori | 9’ Novellino 62’ Carp |

| Arbitro: | D'Eusanio (Faenza) |

|  |           |                           |
|  | Marcatori | 9’ Kelly 87’ Vicchiarello |

| Arbitro: | Bracaccini (Macerata) |

|                          |           |            |
| Martinovic 11’ Kelly 47’ | Marcatori | 62’ Thomas |

| Empoli 23 novembre 2019, ore 14:30 CET 7ª giornata | Empoli               | 0 – 0 referto | Florentia S.G. | Centro sportivo Monteboro\| Arbitro: \| Pirriatore (Bologna) \| |
| Arbitro:                                           | Pirriatore (Bologna) |               |                |                                                                 |

| Arbitro: | Capriuolo (Bari) |

|                         |           |                     |
| Kelly 61’ (rig.), 90+4’ | Marcatori | 55’ (rig.) Giacinti |

| Arbitro: | Di Francesco (Ostia Lido) |

|                                      |           |  |
| Sabatino 66’ Pugnali 79’ Pondini 81’ | Marcatori |  |

| Arbitro: | Mori (La Spezia) |

|                  |           |                           |
| Kelly 73’ (rig.) | Marcatori | 48’ Polli 90+6’ Benedetti |

| Solbiate Arno 11 gennaio 2020, ore 14:30 CET 11ª giornata | Inter            | 0 – 0 referto | Florentia S.G. | Stadio Felice Chinetti\| Arbitro: \| Cannata (Faenza) \| |
| Arbitro:                                                  | Cannata (Faenza) |               |                |                                                          |

#### Girone di ritorno
| Arbitro: | Ubaldi (Roma) |

|                                                 |           |                |
| Bonetti 5’, 34’, 50’ Mauro 9’, 43’ De Vanna 66’ | Marcatori | 54’ Martinovic |

| Arbitro: | Villa (Rimini) |

|                     |           |           |
| Martinovic 33’, 48’ | Marcatori | 81’ Baldi |

| San Gimignano 1º febbraio 2020, ore 14:30 CET 14ª giornata | Florentia S.G.         | 0 – 0 referto | Juventus | Stadio Santa Lucia\| Arbitro: \| Grasso (Ariano Irpino) \| |
| Arbitro:                                                   | Grasso (Ariano Irpino) |               |          |                                                            |

| Arbitro: | Finzi (Foligno) |

|          |           |                                                  |
| Piro 18’ | Marcatori | 20’ Martinovic 27’ Imprezzabile 61’, 78’ Nilsson |

| Arbitro: | Gasperotti (Rovereto) |

|                                            |           |  |
| Vicchiarello 5’ (rig.) Martinovic 19’, 63’ | Marcatori |  |

| Roma 21 marzo 2020, ore 14:30 CET 17ª giornata | Roma | – Annullata | Florentia S.G. | Stadio Tre Fontane |

| San Gimignano 28 marzo 2020, ore 14:30 CET 18ª giornata | Florentia S.G. | – Annullata | Empoli | Stadio Santa Lucia |

| Monza 18 aprile 2020, ore 15:00 CEST 19ª giornata | Milan | – Annullata | Florentia S.G. | Stadio Brianteo |

| San Gimignano 25 aprile 2020, ore 15:00 CEST 20ª giornata | Florentia S.G. | – Annullata | Sassuolo | Stadio Santa Lucia |

| Tavagnacco 9 maggio 2020, ore 15:00 CEST 21ª giornata | Tavagnacco | – Annullata | Florentia S.G. | Stadio comunale |

| San Gimignano 16 maggio 2020, ore 15:00 CEST 22ª giornata | Florentia S.G. | – Annullata | Inter | Stadio Santa Lucia |

### Coppa Italia

#### Fase finale
| Arbitro: | Longo (Cuneo) |

|              |           |                                    |
| L. Merli 71’ | Marcatori | 5’ Dupuy 51’ Nocchi 76’ Martinovic |

| Arbitro: | Taricone (Perugia) |

|                      |           |                       |
| Nilsson 8’ Dupuy 21’ | Marcatori | 90+4’ (rig.) Sabatino |

| Sassuolo 26 febbraio 2020, ore CET Quarti di finale - ritorno | Sassuolo | – Annullata | Florentia S.G. | Stadio Enzo Ricci |

## Statistiche

### Statistiche di squadra
| Competizione | Punti       | In casa | In casa | In casa | In casa | In casa | In casa | In trasferta | In trasferta | In trasferta | In trasferta | In trasferta | In trasferta | Totale | Totale | Totale | Totale | Totale | Totale | DR |
| Competizione | Punti       | G       | V       | N       | P       | Gf      | Gs      | G            | V            | N            | P            | Gf           | Gs           | G      | V      | N      | P      | Gf     | Gs     | DR |
| ------------ | ----------- | ------- | ------- | ------- | ------- | ------- | ------- | ------------ | ------------ | ------------ | ------------ | ------------ | ------------ | ------ | ------ | ------ | ------ | ------ | ------ | -- |
| Serie A      | 24 (33,000) | 8       | 5       | 1       | 2       | 15      | 11      | 8            | 2            | 2            | 4            | 9            | 15           | 16     | 7      | 3      | 6      | 24     | 26     | -2 |
| Coppa Italia | -           | 1       | 1       | 0       | 0       | 2       | 1       | 1            | 1            | 0            | 0            | 3            | 1            | 2      | 2      | 0      | 0      | 5      | 2      | +3 |
| Totale       | -           | 9       | 6       | 1       | 2       | 17      | 12      | 9            | 3            | 2            | 4            | 12           | 16           | 18     | 9      | 3      | 6      | 29     | 28     | +1 |

### Andamento in campionato
| Giornata  | 1  | 2  | 3  | 4 | 5 | 6 | 7 | 8 | 9 | 10 | 11 | 12 | 13 | 14 | 15 | 16 | 17 | 18 | 19 | 20 | 21 | 22 |
| --------- | -- | -- | -- | - | - | - | - | - | - | -- | -- | -- | -- | -- | -- | -- | -- | -- | -- | -- | -- | -- |
| Luogo     | C  | T  | T  | C | T | C | T | C | T | C  | T  | T  | C  | C  | T  | C  | T  | C  | T  | C  | T  | C  |
| Risultato | P  | P  | P  | V | V | V | N | V | P | P  | N  | P  | V  | N  | V  | V  | -  | -  | -  | -  | -  | -  |
| Posizione | 10 | 11 | 11 | 8 | 5 | 5 | 7 | 5 | 5 | 6  | 7  | 8  | 7  | 6  | 6  | 5  | -  | -  | -  | -  | -  | -  |

Legenda:

Luogo: C = Casa; T = Trasferta. Risultato: V = Vittoria; N = Pareggio; P = Sconfitta.

### Statistiche delle giocatrici
| Giocatore         | Serie A  | Serie A | Serie A     | Serie A    | Coppa Italia | Coppa Italia | Coppa Italia | Coppa Italia | Totale   | Totale | Totale      | Totale     |
| Giocatore         | Presenze | Reti    | Ammonizioni | Espulsioni | Presenze     | Reti         | Ammonizioni  | Espulsioni   | Presenze | Reti   | Ammonizioni | Espulsioni |
| ----------------- | -------- | ------- | ----------- | ---------- | ------------ | ------------ | ------------ | ------------ | -------- | ------ | ----------- | ---------- |
| C. Abati          | 5        | 0       | 0           | 0          | 1            | 0            | 0            | 0            | 6        | 0      | 0           | 0          |
| G. Bursi          | 14       | 0       | 0           | 0          | 0            | 0            | 0            | 0            | 14       | 0      | 0           | 0          |
| S. Ceci           | 14       | 0       | 1           | 1          | 2            | 0            | 0            | 0            | 16       | 0      | 1           | 1          |
| G. Costantino     | 0        | 0       | 0           | 0          | 0            | 0            | 0            | 0            | 0        | 0      | 0           | 0          |
| C. Cosi           | 0        | 0       | 0           | 0          | 0            | 0            | 0            | 0            | 0        | 0      | 0           | 0          |
| T. Dongus         | 16       | 1       | 2           | 0          | 1            | 0            | 0            | 0            | 17       | 1      | 2           | 0          |
| D. Dupuy          | 9        | 1       | 0           | 0          | 2            | 1            | 0            | 0            | 11       | 2      | 0           | 0          |
| A. Hilaj          | 0        | 0       | 0           | 0          | -            | -            | -            | -            | 0        | 0      | 0           | 0          |
| F. Imprezzabile   | 13       | 1       | 2           | 0          | 2            | 0            | 0            | 0            | 15       | 1      | 2           | 0          |
| M. Kelly          | 10       | 7       | 0           | 0          | 0            | 0            | 0            | 0            | 10       | 7      | 0           | 0          |
| M. Kuenrath       | 2        | 0       | 0           | 0          | -            | -            | -            | -            | 2        | 0      | 0           | 0          |
| I. Leoni          | 0        | 0       | 0           | 0          | -            | -            | -            | -            | 0        | 0      | 0           | 0          |
| E. Lipman         | 12       | 0       | 1           | 0          | 2            | 0            | 1            | 0            | 14       | 0      | 2           | 0          |
| I. Lotti          | 7        | 0       | 1           | 0          | 0            | 0            | 0            | 0            | 7        | 0      | 1           | 0          |
| M. Martinovic     | 15       | 9       | 2           | 0          | 2            | 0            | 0            | 0            | 17       | 9      | 2           | 0          |
| C. Natali         | 1        | 0       | 0           | 0          | 1            | 0            | 0            | 0            | 2        | 0      | 0           | 0          |
| S. Nilsson        | 4        | 2       | 0           | 0          | 1            | 1            | 0            | 0            | 5        | 3      | 0           | 0          |
| I. Nocchi         | 14       | 0       | 1           | 0          | 1            | 0            | 0            | 0            | 15       | 0      | 1           | 0          |
| G. Orlandi        | 7        | 0       | 1           | 0          | -            | -            | -            | -            | 7        | 0      | 1           | 0          |
| I. Pirriatore     | 0        | 0       | 0           | 0          | -            | -            | -            | -            | 0        | 0      | 0           | 0          |
| C. Re             | 15       | 0       | 3           | 0          | 2            | 0            | 1            | 0            | 17       | 0      | 4           | 0          |
| L. Roche          | 6        | 0       | 0           | 0          | 2            | 0            | 0            | 0            | 8        | 0      | 0           | 0          |
| S. Roche          | 6        | 0       | 0           | 0          | 1            | 0            | 0            | 0            | 7        | 0      | 0           | 0          |
| M. Rodella        | 10       | 0       | 1           | 0          | 2            | 0            | 0            | 0            | 12       | 0      | 1           | 0          |
| K. Schroffenegger | 9        | -16     | 0           | 0          | 1            | -1           | 1            | 0            | 10       | -17    | 1           | 0          |
| A. Tampieri       | 7        | -10     | 0           | 0          | 2            | -1           | 0            | 0            | 9        | -11    | 0           | 0          |
| M. Toomey         | 1        | 0       | 0           | 0          | 1            | 0            | 0            | 0            | 2        | 0      | 0           | 0          |
| E. Vicchiarello   | 15       | 2       | 1           | 0          | 1            | 0            | 0            | 0            | 16       | 2      | 1           | 0          |
| F. Wagner         | 4        | 0       | 0           | 0          | 1            | 0            | 0            | 0            | 5        | 0      | 0           | 0          |